# Brian Priske
Brian Priske Pedersen (Horsens, 14 de maio de 1977) é um ex-futebolista profissional dinamarquês que atuava como defensor. Atualmente comanda o Feyenoord.

## Carreira
Brian Priske se profissionalizou no AC Horsens.

## Seleção
Brian Priske integrou a Seleção Dinamarquesa de Futebol na Eurocopa de 2004.

## Títulos

### Como jogador
Aab
- Campeonato Dinamarquês: 1998–99

Brugge
- Copa da Bélgica: 2006–07

### Como treinador
Midtjylland
- Campeonato Dinamarquês: 2019–20

Sparta Praga
- Campeonato Checo: 2022–23 e 2023–24
- Copa da Chéquia: 2023–24

Feyenoord
- Supercopa dos Países Baixos: 2024